# Otto Thomassen
Peter Otto Thomassen (* 13. Dezember 1895 in Upernavik; † 1971) war ein grönländischer Künstler.

## Leben

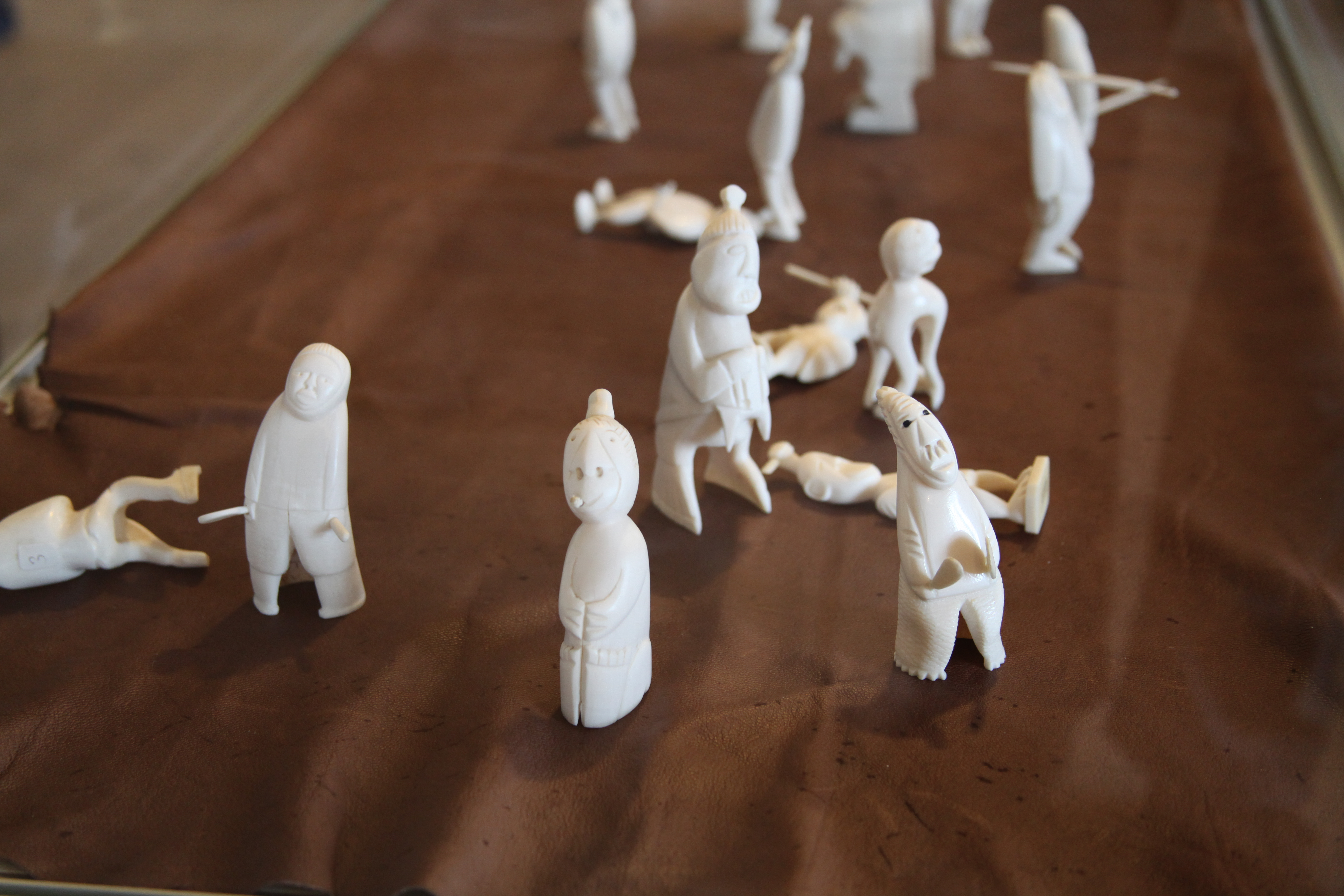
Einige der Werke von Otto Thomassen im Upernavik-Museum

Otto Thomassen war der Sohn des Jägers Robert Adolph Simon Thomassen (1855–1903) und seiner Frau Karen Margrethe Ane Tellesen (1859–1927). Er heiratete am 2. Oktober 1921 in Aappilattoq Lydie Susanne Petrine Ane Møldrup (1904–?), Tochter von Aron Josias Mathias Tobias Møldrup (1871–1929) und Juliane Katrine Dorthe Olsvig (1878–?).
In den 1930er Jahren begann er damit, Tupilaat aus Zähnen zu schnitzen. Seine Werke zeichnen sich durch den besonderen Fokus aus Penisse dar sowie die Darstellung von Menschen mit Vogelköpfen oder ähnlichen Verbindungen aus Mensch und Vogel. Der ehemalige Kolonialverwalter Arne Hansen sammelte 55 von Otto Thomassens Tupilaat und ließ sie 1988 im Maison du Danemark in Paris sowie 1989 im Museum in Amersfoort ausstellen. Sie sind heute im Upernavik-Museum dauerhaft ausgestellt.